# The History of Heresy II
La raccolta The History of Heresy II (2009-2012) è una riedizione in tre dischi di due album della band power metal Powerwolf: Bible of the Beast (con due bonus track), Blood of the Saints e il bonus CD The Sacrilege Symphony. Il cofanetto contiene un libro di 128 pagine con storie, resoconti di tour e studio, oltre a una "tonnellata di immagini" in scatola con copertina rigida

.

## Tracce

### CD 1 - Bible of the Beast
1. Opening: Prelude to Purgatory – 1:13
2. Raise Your Fist, Evangelist – 3:59
3. Moscow After Dark – 3:14
4. Panic in the Pentagram – 5:14
5. Catholic in the Morning... Satanist at Night – 3:57
6. Seven Deadly Saints – 3:35
7. Werewolves of Armenia – 3:54
8. We Take the Church by Storm – 3:50
9. Resurrection by Erection – 4:12
10. Midnight Messiah – 4:12
11. St. Satan's Day – 4:30
12. Wolves Against the World – 6:04
13. Testament In Black (Bonus track) – 4:15
14. Riding The Storm (Bonus track, cover dei Running Wild) – 6:39

Durata totale: 58:48

### CD 2 - Blood of the Saints
1. Opening: Agnus Dei – 0:48
2. Sanctified With Dynamite – 4:25
3. We Drink Your Blood – 3:42
4. Murder at Midnight – 4:47
5. All We Need Is Blood – 3:36
6. Dead Boys Don't Cry – 3:25
7. Son of a Wolf – 3:59
8. Night of the Werewolves – 3:30
9. Phantom of the Funeral – 3:09
10. Die, Die, Crucified – 3:00
11. Ira Sancti (When the Saints Are Going Wild) – 6:25

Durata totale: 40:46

### CD 3 - The Sacrilege Symphony
1. Raise Your Fist, Evangelist (versione orchestra) – 6:25
2. In Blood We Trust (versione orchestra) – 4:50
3. Sanctified With Dynamite (versione orchestra) – 5:26
4. Ira Sancti (When the Saints Are Going Wild) (versione orchestra) – 5:28
5. Moscow After Dark (versione orchestra) – 5:31

Durata totale: 27:40

## Formazione
- Attila Dorn – voce
- Matthew Greywolf – chitarra
- Charles Greywolf – chitarra, basso
- Roel van Helden – batteria, percussioni
- Falk Maria Schlegel – organo, tastiera